# 878

## Události
- někdy mezi 6. a 12. květnem – Alfréd Veliký, král Wessexu, rozdrtil vikingské nájezdníky v bitvě u Edingtonu.
- 29. říjen – úplné zatmění Slunce
- uzavřen smír ve Wedmore

## Úmrtí
- Aedh, král Piktů (* před 858)

## Hlavy státu
- České knížectví – Bořivoj I.
- Velkomoravská říše – Svatopluk I.
- Papež – Jan VIII.
- Anglie – Alfréd Veliký
- Skotské království – Aedh – Giric
- Východofranská říše – Karel III. Tlustý + Karloman II. Francouzský + Ludvík III. Francouzský
- Západofranská říše – Ludvík II. Koktavý
- První bulharská říše – Boris I.
- Kyjevská Rus – Askold a Dir
- Byzanc – Basileios I.